# Chim không bay

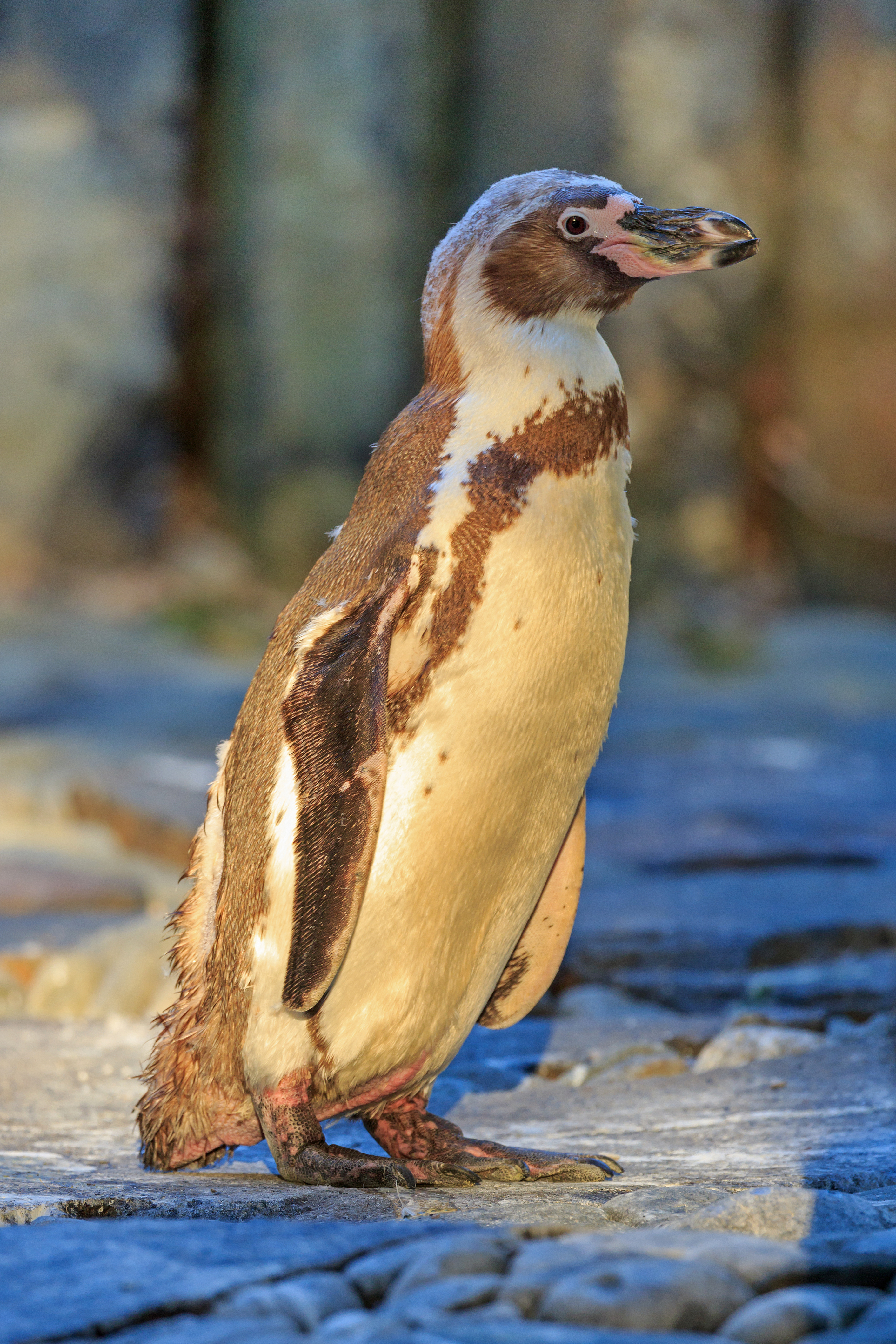
Một con chim cánh cụt, chúng là loài điển hình cho chim không bay

Chim không bay là những con chim thông qua quá trình tiến hóa đã mất khả năng bay. Có hơn 60 loài chim như vậy còn tồn tại bao gồm các loài trong phân họ Palaeognathae nổi tiếng (đà điểu, emu, cassowary, rhea, kiwi) và chim cánh cụt. Con chim không bay nhỏ nhất có chiều dài 12,5 cm, nặng 34,7 g. Con chim không bay cao nhất, nặng nhất và to nhất, cũng là con chim sống lớn nhất là đà điểu (2,7 m, 156 kg). Nhiều loài gia cầm thuần chủng, như gà và vịt nhà, đã mất khả năng bay trong thời gian dài, mặc dù các loài tổ tiên của chúng, loài gà rừng đỏ và vịt trời có khả năng bay đường xa.